# Свободни
Свободни (рус. Свободный) град је у Русији у Амурској области. Према попису становништва из 2010. у граду је живело 58.594 становника.

## Становништво
Према прелиминарним подацима са пописа, у граду је 2010. живело 58.594 становника, 5.295 (8,29%) мање него 2002.
| 1939.  | 1959.  | 1970.  | 1979.  | 1989.  | 2002.  | 2010.  |
| ------ | ------ | ------ | ------ | ------ | ------ | ------ |
| 44.029 | 56.947 | 62.935 | 74.524 | 80.006 | 63.889 | 58.778 |